# Kai Soremekun
Kai Soremekun (geb. in Hamilton, Ontario) ist eine kanadisch-amerikanische Filmemacherin und Schauspielerin. Sie lebt in Los Angeles. 

## Frühes Leben
Kai wurde in Hamilton, Ontario geboren und wuchs in Toronto auf. Ihr Vater war ein nigerianischer Arzt und ihre Mutter eine englische Krankenschwester. Sie hat zwei jüngere Brüder. den Hauptteil ihrer Kindheit verbrachte sie in Thornhill, einem Vorort Torontos.
Sie besuchte die Thornlea Secondary School, dann studierte sie an der American Musical and Dramatic Academy in New York City, wo sie einen Abschluss machte.

## Karriere
Kai Soremekun begann die Karriere durch Auftritte in Werbefilmen, Tanzen und Auftritten in Musikvideos sowie Modeln für Nike in New York City.
Sie spielte 1991 eine kleine Nebenrolle als Loretta mit Harrison Ford und Bill Nunn in In Sachen Henry.
1993 zog sie nach Los Angeles, wo sie die Rolle der Denise in The Fresh Prince of Bel-Air bekam.
1995 bekam sie eine Rolle in Medicine Ball. Am Los Angeles City College studierte sie Filmemachen. Im selben Jahr spielte sie eine Nebenrolle in Michael Manns Actionklassiker Heat.

## Filmografie

### Schauspielerin

#### Filme
- 1991 In Sachen Henry
- 1993 Back in Action
- 1995 Heat
- 1999 What We Did That Night
- 2002 Heart of a Stranger
- 2003 Love, Sex and Eating the Bones
- 2014 Everything That Rises Must Converge

#### Fernsehen
- 1993 Der Prinz von Bel-Air
- 1995 Medicine Ball
- 1999 Seven Days
- 2006 Monk

#### Webserien
- 2009 CHICK: Within Me Lives a Superhero

### Regie

#### Kurzfilme
- 2001 Maple
- 2002 The Style of My Soul
- 2003 Lock Her Room
- 2007 Lily and Grant
- 2007 The Timer Game

#### Webserien
- 2009 CHICK: Within Me Lives a Superhero